# Cepoko (Sumberlawang)
Cepoko is een bestuurslaag in het regentschap Sragen van de provincie Midden-Java, Indonesië. Cepoko telt 3009 inwoners (volkstelling 2010).